# هوغو أندرسون
هوغو أندرسون (بالسويدية: Hugo Andersson) هو لاعب كرة قدم سويدي في مركز الدفاع، ولد في 1999 في Skurup ‏ في السويد. لعب مع نادي مالمو.

## وصلات خارجية
- هوغو أندرسون على موقع اتحاد السويد (السويدية)
- هوغو أندرسون على موقع قاعدة بيانات كرة القدم.إي يو (الإنجليزية)
- هوغو أندرسون على موقع Soccerway.com (الإنجليزية)